# 丹戎哈拉潘机场
丹戎哈拉潘机场，是一个坐落于印度尼西亚北加里曼丹省丹戎塞洛的民用机场。机场海拔高度约10米，拥有一条03/21方向的长约1600米的沥青跑道。从本机场可搭乘至三马林达和打拉根等地的航班。

## 历史
2015年，跑道由原来的1200米延伸至1600米，以满足ATR 42的起落条件，因此，从丹戎哈拉潘机场可以直接飞往巴厘巴板，无需在打拉根转机。跑道延伸工程将使用北加里曼丹省2015年预算，金额约为80万美元。跑道延伸工程中，有350米将延伸至一座小山，还有50米延伸至塞洛河（Selor）。这座小山将被移平，而山上的道路则会被搬迁。

## 航空公司和目的地
| 航空公司 | 目的地                          |
| -------- | ------------------------------- |
| 苏西航空 | 隆阿庞、三马林达-特敏东、打拉根 |
| 飞翼航空 | 巴厘巴板                        |